# Pallika (Vigala)
Pallika – wieś w Estonii, w prowincji Rapla, w gminie Vigala.